# 테크룰즈 AT96
테크룰즈 AT96(영어: Techrules AT96)은 테크룰즈의 전기 자동차이고, 최고 속도는 350 km/h이다.

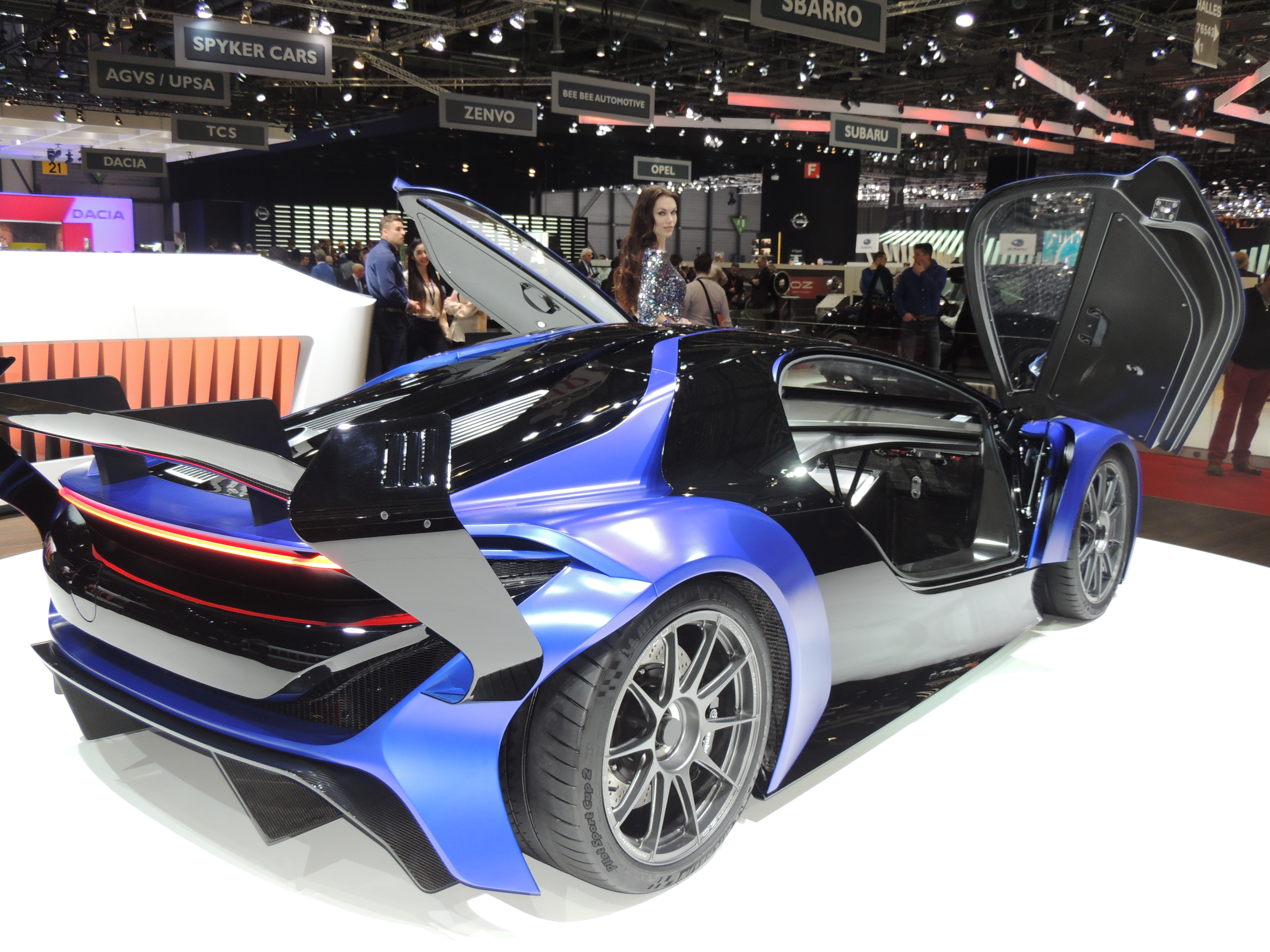
2016-03-01 제네바 모터쇼 G234